# 尼皮恩岛
尼皮恩岛是一个无人定居的小岛，位于西南太平洋诺福克岛以南1公里处。它在1788年被英国海军上尉Philip Gidley King以当时的英国内政部长埃文·尼皮恩的名字命名。尼皮恩岛是澳大利亚领土诺福克岛的一部分且属于诺福克岛国家公园，它靠近菲利浦岛。尼皮恩岛由更新世形成的石灰岩构成，也是几种海鸟的繁衍场所。